# Diagrama de Nyquist

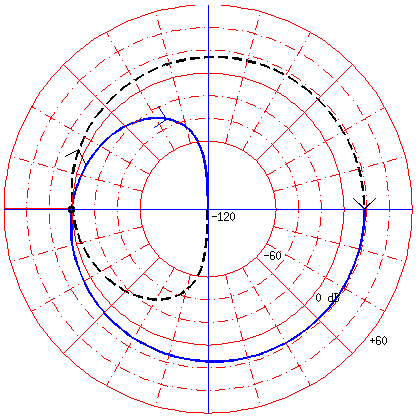
Diagrama de Nyquist

El diagrama de Nyquist es una representación paramétrica de una función de transferencia, se utiliza en control automático y procesamiento de señales. El uso más común de los diagramas de Nyquist es para la evaluación de la estabilidad de un sistema con realimentación. La representación se realiza en los ejes cardinales, esto es, la parte real de la función de transferencia se representa en el eje X y la parte imaginaria se traza en el eje Y. La frecuencia se recorre como un parámetro, por lo que a cada frecuencia le corresponde un punto de la gráfica. Alternativamente, en coordenadas polares, la ganancia de la función de transferencia se representa en la coordenada radial, mientras que la fase de la función de transferencia se representa en la coordenada angular. El diagrama de Nyquist se debe a Harry Nyquist, un exingeniero de los Laboratorios Bell.